# Мэнчин, Джо
Джозеф (Джо) Мэнчин III (англ. Joseph "Joe" Manchin III, 24 августа 1947, Фармингтон) — американский политик, представлявший Демократическую партию до 2024 года. Губернатор штата Западная Виргиния в 2005—2010 годах. С 2010 года по 2025 год — сенатор США.

## Биография
Джо Мэнчин родился в 1947 году в штате Западная Виргиния. Мэнчин окончил среднюю школу Фармингтона в 1965 году. В 1970 году получил степень бакалавра в области делового администрирования в Университете Западной Виргинии.
В 2004 году Джо Мэнчин был избран губернатором штата Западная Виргиния, в должность вступил с 2005 года. В 2008 году он был переизбран на этот пост, набрав 69,77 % голосов избирателей.
После смерти западновиргинского сенатора Роберта Бёрда в 2010 году губернатор Мэнчин назначил на его место Кэрта Гудвина, а затем объявил о своём участии во внеочередных выборах сенатора от Западной Виргинии и одержал на них победу. В 2012 и 2018 годах Мэнчин был переизбран в Сенат США. В штате, который считается ярко выраженным красным штатом на федеральном и региональном уровнях, Мэнчин добился успеха на выборах в 2010-х годах, позиционировав себя как центриста-консерватора-демократа, отстаивающего в первую очередь интересы Западной Виргинии, а не партийные.
Мэнчин имел репутацию самого консервативного демократа в Сенате. Он чаще всего из демократов Сената голосовал в соответствии с политикой президента Трампа и нередко поддерживал утверждение Сенатом его назначенцев. В частности, Мэнчин был единственным демократом Сената, проголосовавшим за утверждение Джеффа Сешнса на пост генерального прокурора, Стивена Мнучина на пост министра финансов и Бретта Кавано в качестве судьи Верховного суда. В то же время Мэнчин поддержал оба импичмента Трампа.
В 2021 году Мэнчин заявил, что проголосует против кандидатуры Ниры Танден, выдвинутой президентом Джо Байденом на должность директора Административно-бюджетного управления, из-за её прошлых высказываний в твиттере о законодателях от обеих партий. В связи со сложностью получения необходимого количества голосов за её утверждение в Сенате из-за позиции Мэнчина и республиканцев президент Байден отозвал кандидатуру Танден по её просьбе.
В ноябре 2023 года Мэнчин объявил, что не будет добиваться переизбрания в Сенат в 2024 году.
31 мая 2024 года Мэнчин объявил, что покинет Демократическую партию и будет отныне независимым политиком, но при этом останется членом Демократической фракции Сената. Оставаясь в Демократической фракции Сената, Мэнчин сохранил за собой пост председатель Комитета Сената по энергетике на оставшийся срок полномочий. Своё желание стать независимым Мэнчин сопроводил обвинениями в адрес как Республиканской, так и Демократической партии в «партийном экстремизме» и в «отказе от Западной Вирджинии ради партийной политики». По его словам, желая «оставаться верным себе и оставаться приверженным идее ставить страну выше партии, я решил зарегистрироваться как независимый без партийной принадлежности и продолжать бороться за разумное большинство Америки». Благодаря его решению в Сенате было больше всего независимых кандидатов в одном Конгрессе с момента ратификации 17-й поправки, учредившей прямые выборы Сената США.
После того как губернатор Западной Виргинии Джим Джастис объявил в апреле 2023 года о намерении баллотироваться в Сенат, Elections Daily назвала эту гонку «безопасной республиканской» из-за его сильного преимущества по опросам против Мэнчина.

## Семья
В 1967 году Мэнчин женился на Хизер Гейл Конелли, у пары трое детей.